# 千歳山
千歳山（ちとせやま）は、山形県山形市市街地の東部にある山である。標高471.3m。信仰の山とされている。

## 概要
国道13号と国道286号が交わる松山交差点のすぐ側に位置している。山形市東部とは言えど、比較的に街中に位置し、近くには山形県庁などがある。
千歳山の名前は阿古耶姫により命名された。国有林で自然休養林となっている（1970年指定）。
標高471.3mと、そこまで標高が高い訳でもなく、気軽に登ることのできる山である。また、山頂にある展望台からは山形市内を始め、蔵王連峰や月山なども眺めることができる。
麓には千歳山萬松寺やコンニャク店、千歳山公園がある。